# Tajna misja (singel)
Tajna misja – trzeci singel Ewy Farnej z czwartej polskiej płyty studyjnej wokalistki pt. (W)Inna?, wydany w czerwcu 2014 roku.

## Teledysk
Teledysk nagrywany był tydzień po nagraniach do klipu "Leporelo". Klip został zrealizowany przy udziale fanów w dniach 25 i 26 czerwca 2014 w klubie Iskra na Polu Mokotowskim i hotelu Double Tree by Hilton w Warszawie. Oficjalny teledysk wydano 17 lipca o godzinie 16.00 na Vevo Ewy Farnej. W teledysku Ewa Farna znajduje się w klubie, gdzie rozmawia z mężczyzną. Ten długo nie jest zainteresowany dziewczyną i znajduje nową partnerkę do zabawy. Główna bohaterka teledysku stawia sobie za zadanie odzyskać względy mężczyzny. Gdy jej się to udaje, daje mężczyźnie nauczkę i wywozi go poza miasto.

### Pozycje na listach przebojów
| Lista przebojów      | Pozycja |
| -------------------- | ------- |
| Polish Airplay Chart | 9       |
| Radio Eska           | p       |
| RMF FM               | 3       |
| Radio Zet            | 10      |